# 白河華奈
白河華奈（しらかわかな）は日本の女優・タレントである。株式会社タッチプランニングの芸能部、株式会社アートタッチに所属。

## 人物
近畿大学医学部主催のミスコンでスカウトされ、女子大生モデル・タレント・アイドルとして活動。
天然な癒し系キャラであり、元気なはつらつとしたイメージが特徴である。
映像を中心に女優・モデルとしてテレビや映画で活躍している。最近では舞台へも進出。

## 出演

### 映画
- 書道ガール(2010年)
- 神の血(2010年)美香役
- 実録・マフィアンヤクザ(2010年)理香子役
- ガールズハザード(2011年)小百合役(主演)
- 朝日の当たる家(2011年)セクシーキャット嬢役

### テレビ番組
- CS「世界一恐ろしい心霊スポットファイル」レギュラー(2010)
- tvk「熱いぞ！猫ヶ谷」アンナ役(2010年)
- CS「ブラッディーアポカリプス」晶子役(2011)
- テリー伊藤のネホリハホリ（テレビ東京・月0:12-0:53）

### CM
- 「SHARPプラズマクラスター」指圧師役(2010)

### 舞台
- 「夢の中ではうまく走れないように」爆弾人間ネム役(2010/7)
- 「HAPPY WEDDING」ビクトリア役(2010/5)
- 「Happy!?バレたって!?良いんでぃ」(2011/2)
- 「逮捕しちゃうぞ」ヒロイン　アリス役(2011/4)
- 「プリズンブレイク」ヒロイン　アリス役(2011/5)
- 「地下にもぐって打つべし」ヒロイン　アリス役(2011/6)
- 「もっと地下にもぐって打つべし」ヒロイン　アリス役(2011/7)
- 「カルロス・ザ・ファイナル」ヒロイン　アリス役(2011/8)
- 「私たちに光を〜生きることをあきらめたくないから〜骨髄バンク推奨作品」ヒロイン　奈緒美役(2011/4)
- 「うたまい★遊人存〜ピンクリボン祭＠築地本願寺」第二部ダンサー(2011/10)

### モデル
- 「着付けコンテストbyビファイン」in Kyoto(2007)
- 「関西ヘアーコンテストby DO」(2007)
- I.B.F.8ガンアクション施設PRモデル/VTR MC(2010〜)
- レガッタ向上モデル　ローイングガールズとして活動(2010)

ポジション：バウ　
実績：神奈川県ボート協会主催スイスイレガッタ大会三位(2010)
- 「ALLY TIMES」デザイナーズコレクション(2010)
- 「美人十色」iPoneアプリ(2010)
- 「UNI.T」(2011〜)

### 書籍
- 「怨霊動画」心霊現場レポーター(2010)
  - 付録DVDレポート：単独レポーター
- 「UNI.T」スナップモデル(2011〜)

### DVD
- デジタル写真集1st「my lover」(2010)
- デジタル写真集2nd「flower doll」(2010)
- 映画「実録・マフィアンヤクザ」理香子役(2010)
- 「世界一恐ろしい心霊スポットファイル」(2010)

### イベント
- 「ジュリア・ロバーツJAPANプレミア」(2010)
- 「タイガーマスク30周年記念試合」(2010)
- 「デザインフェスタ＠東京ビッグサイト」現場レポーター(2011/5)
- 「NPO法人JCVフェスタ〜世界の子供にワクチンを〜」MC(2011)
- 「NPO法人ピンクリボン祭」ダンサー(2011)
- 「Yahooチャリティーオークション」(2011)